# Pseudobiceros
Pseudobiceros é um gênero de platelmintos. Como todos os platelmintos, Pseudobiceros são hermafroditas.

## "Esgrima peniana"
A espécie Pseudoceros bifurcus pratica esgrima peniana: quando dois espécimes tentam se acasalar, um tenta tocar o outro com seu pênis; quando um consegue tocar o outro, a inseminação ocorre, e o indivído tocado é fecundado.

## Espécies
- Pseudoceros bifurcus[1]
- Pseudoceros canadensis[2]
- Pseudobiceros hancockanus
- Pseudoceros luteus (Phehn, 1898)[2]
- Pseudoceros montereyensis (Hyman, 1953)[2]